# 히로세촌 (니가타현 기타우오누마군 1901년)
히로세촌(広瀬村)은 니가타현 기타우오누마군에 설치되었던 촌이다. 현재의 우오누마시에 해당한다.